# Ramallah Underground

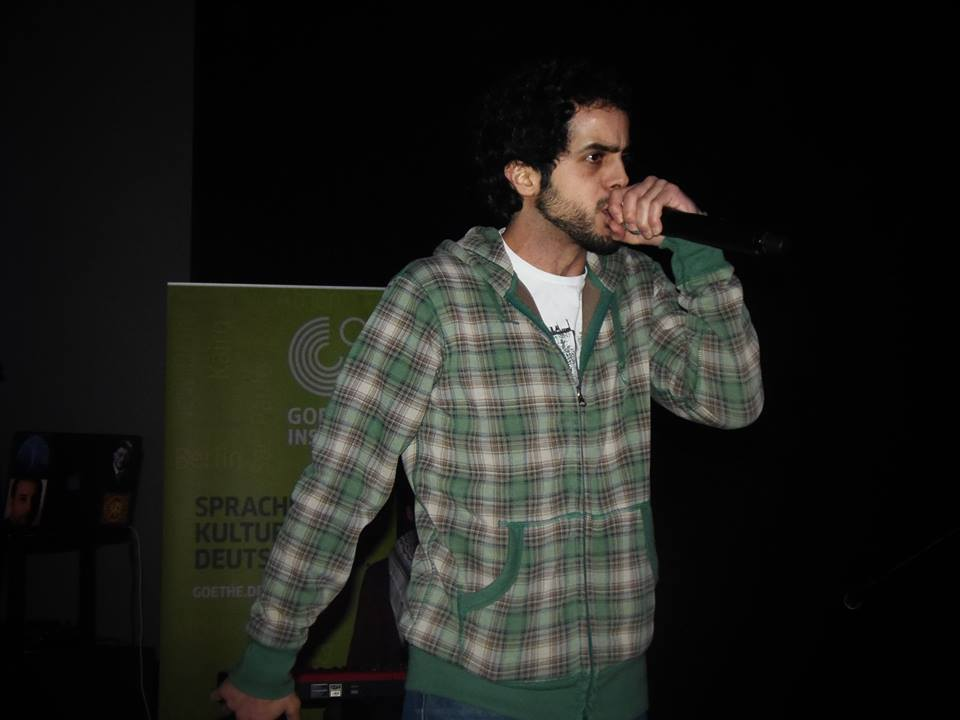
Boikutt actuando (2015).

Ramallah Underground, con sede en Ramallah, Palestina, es un colectivo musical nacido del deseo de dar voz a una generación de palestinos y árabes, en una situación de gran dificultad económica, artística y política. El colectivo fue fundado por los artistas Stormtrap y Boikutt, a los que luego se unió Aswatt, cuyo objetivo es rejuvenecer la cultura árabe creando «música con la que los jóvenes árabes puedan relacionarse», en palabras de Boikutt. Rapean en árabe y son reconocidos como algunos de los fundadores del hip-hop palestino. Su música combina hip-hop, trip hop y downtempo, además de música más tradicional del Medio Oriente, con un compromiso con su cultura local y una conciencia de la imponente presencia de Palestina en sus vidas.
Como productores y MCs, el colectivo ha colaborado con numerosos artistas de todo el mundo, más recientemente Slovo, Boikutt aparece en la canción «Nakba» de su nuevo álbum Todo Cambia. Han actuado en vivo en Ramallah, Belén, Viena, Melbourne (en el Festival Internacional de Arte de Melbourne), Liverpool, El Cairo, Lausana, Ámsterdam (como parte de "Rap4Justice" en Melkweg) y Washington D. C., y recientemente incorporaron un visual establecido por la artista visual palestina Ruanne Abou-Rahme en sus presentaciones en vivo.
Ramallah Underground aún no tiene un lanzamiento oficial y utiliza principalmente Internet como una forma de hacer circular su música. De hecho, su página de MySpace llevó a David Harrington del Cuarteto Kronos a pedirles que colaboraran en una pieza, «Tashweesh», compuesta por Boikutt, que el cuarteto comenzó a tocar en vivo en 2008. y que se incluye en su lanzamiento de 2009 Floodplain.

## Discografía
1. Sijen ib Sijen (4:25)
2. Kilmeh (Se'beh Titfasar) - ROUGH MIX (2:49)
3. aswatt il zaman (3:32)
4. 970 (3:03)
5. Al Zallam (3:55)
6. Min il Kaheff (feat. Lethal Skillz) (4:15)
7. Hon Habess (3:51)
8. Ta'al Shoof (3:45)
9. lamal ftoor yiseer 'asha (2:57)
10. Mish Beinatna - B Dub remix (5:06)
11. Sot Ramallah (3:49)
12. Kanabel Mudee'a (3:01)
13. Qararat (feat. Lethal Skillz) (3:47)
14. Sabe' Nomeh (3:23)
15. Dameer Mustater 73 (4:46)
16. Taht Il Ankad (2:37)
17. Mish Beinatna (2:48)
18. Areeb Il Shar (2:47)
19. Nateejeh Bala Shoghol (2:29)
20. Reporting Live (Feat. Bukue One & Chakal) (3:43)